# Mowa węży
Mowa węży – pierwszy studyjny album polskiego trapera Asster, wydany 24 marca 2023 roku przez wydawnictwo e-muzyka. Album zadebiutował na 7 miejscu w tygodniowym zestawieniu OLIS.
Pod koniec 2023 roku album uzyskał status złotej płyty.

## Lista utworów
1. Cały czas praca (prod. Lister)
2. Nim podejdę do matury (prod. Adimajer)
3. Mowa węży (prod. Sergiusz)
4. Zapach (Designer) feat. AG (prod. Kefang3)
5. Louis feat. MłodyBA, Macias (prod. Zemrak x Adimajer)
6. Legendarna (prod. Ohpaulbeats, Exusingbeatz, Ashnvture)
7. Czek (prod. Igunek)
8. Money Talk (prod. Leeny)
9. Original (prod. Worek)
10. Rondo feat. Malik Montana (prod. Kader)
11. Horyzont (prod. Kabu Beats)
12. Gwiazda (prod. Whysowavy)
13. 13 (Stracony czas) (prod. Mercury, Wardza20k)
14. Od siebie feat. Kaz Bałagane (prod. Ayoreese, Kader)
15. Straty (prod. Worek)
16. Jak wyjść na ludzi (prod. BarTie, Leśny)
17. Nie martw się (prod. Leeny)
18. Dzięki Tobie (prod. Realmeyo)